# Dorcadion janatai
Dorcadion janatai är en skalbaggsart som beskrevs av Kadlec 2006. Dorcadion janatai ingår i släktet Dorcadion och familjen långhorningar. Inga underarter finns listade i Catalogue of Life.